# Izák Aboab z Kastilie
Izák Aboab z Kastilie (hebrejsky יצחק אבוהב; Jicchak Abuhav 1433 - leden 1493), známý též jako Izák Aboab II., byl sefardský rabín, učenec, kronikář, posek a komentátor Tóry.

## Život

Království Kastilie po sjednocení území Kastilie a Leonu v roce 1230.

Narodil se v Toledu, zřejmě jako jeden z potomků Izáka Aboaba I. Byl žákem Izáka Canpatona a byl znám mj. pod přezdívkou "Poslední gaon z Kastilie". Byl hlavou ješivy v Toledu.
Poté, co roku 1492 Ferdinand a Izabela Kastilská vydali edikt o vypovězení Židů ze Španělska, se s dalšími třiceti uznavanými rabínskymi osobnostmi přesunul do Lisabonu, aby zde u portugalského krále Jana II. vyjednal povolení vyhnancům ze Španělska usadit se v zemi. Král nakonec po určité době povolil pobyt za poměrně výhodných podmínek v přistavním městě Portu. Izák nicméně několik měsícu po své úspěšné misi, v lednu 1493, zemřel.
Jeho žák, kronikář a astronom Abraham Zacuto přednesl eulogii na jeho pohřbu. Mnoho Aboabových potomků pak dosáhlo věhlasu jako uznávaní rabíni, zejména v komunitách v Konstantinopoli, Amsterdamu, Benátkách a severní Africe.
Z jeho díla se dostaly do tisku např.:
- Nehar Pišon, sbírka kázání, Konstantinopol, 1538
- Superkomentář k Rambanovu komentáři Chumaše, Konstantinopol, 1525; Benátky, 1548 ad.
- Superkomentář k Rašiho komentáři k Tóře.
- Komentář k Tur, často citovaný v Bajit Josef